# Mecynidis bitumida
Mecynidis bitumida là một loài nhện trong họ Linyphiidae.
Loài này thuộc chi Mecynidis. Mecynidis bitumida được Anthony Russell-Smith & Rudy Jocqué miêu tả năm 1986.